# Aleksandr Vedernikov
Aleksandr Aleksandrovič Vedernikov (in cirillico: Александр Александрович Ведерников; trasl. angl.: Alexander Alexandrovich Vedernikov; Mosca, 11 gennaio 1964 – Mosca, 30 ottobre 2020) è stato un direttore d'orchestra russo.

## Biografia
Il padre, Aleksandr Filipovič Vedernikov (Ведерников, Александр Филиппович), era un basso al Teatro Bol'šoj, e la madre professoressa di organo al Conservatorio di Mosca.
Vedernikov studiò al Conservatorio di Mosca sotto Mark Ermler, e dopo il diploma divenne direttore dello Stanislavski and Nemirovich-Danchenko Moscow Academic Music Theatre dal 1988 al 1991. Fu assistente direttore di Vladimir Fedoseev alla Tchaikovsky Symphony Orchestra of Moscow Radio dal 1988 al 1995. Nel 1995 fondò l'Orchestra Sinfonica Filarmonica ed è stato il suo direttore artistico e direttore principale fino al 2004.
Vedernikov divenne direttore musicale del Teatro Bolshoi nel 2001. Era sotto contratto fino al 2010, ma nel luglio 2009 si dimise il primo giorno di un tour estivo con la compagnia, adducendo dissapori con la direzione.
Al di fuori della Russia, Vedernikov divenne direttore principale della Orchestra Sinfonica di Odense nel 2009, con un contratto iniziale di 3 anni. Nel giugno 2011, il suo contratto iniziale con l'Odense fu esteso fino al 2014. Nel novembre 2016, il Teatro reale danese (Det Kongelige Kapel) annunciò la nomina di Vedernikov come suo prossimo direttore principale, con efficacia a partire dalla stagione 2017-2018.
Vedernikov registrò per etichette prestigiose come Pentatone, Hyperion e Naive.
Morì nell'ottobre del 2020, vittima delle complicazioni da Covid-19. Aveva 56 anni. 

## Registrazioni scelte
- Glinka: Ruslan e Ljudmila[8]
- Musorgskij: Boris Godunov
- Čajkovskij: Lo schiaccianoci
- DVD: Rimsky-Korsakov: The Legend of the Invisible City of Kitezh - Mikhail Kazakov, Vitaly Panfilov, Tatiana Monogarova, Mikhail Gubsky, Albert Schagidullin, Alexander Naumenko. Orchestra e Coro del Teatro Lirico di Cagliari; Alexander Vedernikov, conductor; Eimuntas Nekrošius, director. 2010